# 铁氰酸铒
铁氰酸铒（英文简称ErHCF）是一种无机化合物，化学式为Er[Fe(CN)6]，难溶于水。

## 制备
铁氰酸铒的水合物可以由碱金属的铁氰酸盐和铒盐的溶液反应得到。